# Бошак, Нандор
Нандор Бошак (венг. Bosák Nándor, род. 28 декабря 1939, Матушково, Галанта) — католический прелат, первый епископ Дебрецен-Ньиредьхаза с 31 мая 1993 по 21 сентября 2015.

## Биография
13 июня 1963 года Нандор Бошак был рукоположён в священника.
31 мая 1993 года Римский папа Иоанн Павел II назначил Нандор Бошак епископом Дебрецен-Ньиредьхаза. 15 июня 1993 года состоялось рукоположение Нандора Бошака в епископа, которое совершил архиепископ Эстергома-Будапешта кардинал Ласло Лекаи в сослужении с архиепископом Эгера Иштваном Шерегеем и епископ Оради Йожефом Темпфли.